# Skarpö (ort)
Skarpö är sedan 2015 en tätort på ön Skarpö i Vaxholms kommun, Stockholms län. Tätorten ligger utmed västra och södra stranden av ön och upptar ungefär halva ön.
År 2000 avgränsade SCB en småort benämnd Skarpöby strax öster om den dåvarande orten Skarpö. Till nästa avgränsning hade de båda orterna växt samman och sedan dess finns bara en ort på ön.

## Befolkningsutveckling
| Befolkningsutvecklingen i Skarpö 1990–2023                  | Befolkningsutvecklingen i Skarpö 1990–2023 | Befolkningsutvecklingen i Skarpö 1990–2023 | Befolkningsutvecklingen i Skarpö 1990–2023 | Befolkningsutvecklingen i Skarpö 1990–2023 |
| ----------------------------------------------------------- | ------------------------------------------ | ------------------------------------------ | ------------------------------------------ | ------------------------------------------ |
|                                                             |                                            |                                            |                                            |                                            |
| År                                                          |                                            |                                            | Folkmängd                                  | Areal (ha)                                 |
| 1990                                                        | 1990                                       |                                            | 165                                        | 47#                                        |
| 1995                                                        | 1995                                       |                                            | 156                                        | 60#                                        |
| 2000                                                        | 2000                                       |                                            | 196                                        | 61#                                        |
| 2005                                                        | 2005                                       |                                            | 279                                        | 78                                         |
| 2010                                                        | 2010                                       |                                            | 312                                        | 80                                         |
| 2015                                                        | 2015                                       |                                            | 290                                        | 103                                        |
| 2018                                                        | 2018                                       |                                            | 274                                        | 104                                        |
| 2020                                                        | 2020                                       |                                            | 257                                        | 103                                        |
| 2023                                                        | 2023                                       |                                            | 252                                        | 105                                        |
| Anm.: ny tätort 2005, var en småort före dess # Som småort. |                                            |                                            |                                            |                                            |